# 一宮町 (兵庫県津名郡)
一宮町（いちのみやちょう）は、兵庫県の淡路島西海岸のほぼ中央部にあった町である。旧津名郡。
町名は淡路国一ノ宮・伊弉諾神宮に由来する。なお、兵庫県には宍粟郡にも一宮町があったが（現・宍粟市）、こちらは播磨国一ノ宮・伊和神社に因む。

## 地理
淡路島西海岸のほぼ中央部にあり、三方、山に囲まれた扇状の丘陵と平地から構成される。
山林が約4割を占め、平地が少なく傾斜地が約8割を占める。

### 隣接していた自治体
- 津名郡：五色町、北淡町、津名町

## 歴史
- 1955年（昭和30年）3月31日 - 津名郡江井町・郡家町・尾崎村・多賀村が合併して一宮町が発足。
- 1956年（昭和31年）4月1日 - 山田村を編入。
- 1974年（昭和49年）7月6日 - 昭和49年台風第8号による集中豪雨。山腹崩壊や田が決壊して家屋倒壊が複数個所で発生。死者5人[1]。
- 2005年（平成17年）4月1日 - 淡路町・津名町・東浦町・北淡町と合併して淡路市が発足。同日一宮町廃止。

## 行政
- 町長 
  - 上田弘 1980年2月10日 -

## 経済

### 産業
- 主な産業
  - 線香の生産日本一（かおり風景100選：一宮町の線香づくり）
- 産業人口（2000年国勢調査）
  - 総数 4,911人
  - 第1次産業 1,270人(25.9%)
  - 第2次産業 1,422人(29.0%)
  - 第3次産業 2,216人(45.1%)
  - 昼夜間人口比 89.2%

#### 漁業
- 尾崎漁港
- 桃川漁港
- 江井漁港

## 地域

### 健康
- 平均年齢

### 教育

#### 高等学校
- 兵庫県立淡路高等学校一宮校

#### 中学校
- 一宮町立一宮中学校

#### 小学校
- 一宮町立尾崎小学校
- 一宮町立郡家小学校
- 一宮町立多賀小学校
- 一宮町立江井小学校
- 一宮町立柳沢小学校 - 2010年4月1日閉校
- 一宮町立山田小学校

#### 保育園・保育所
- 一宮町立尾崎保育園
- 一宮町立遠田保育園
- 一宮町立郡家保育園
- 一宮町立多賀保育所
- 一宮町立江井保育所
- 一宮町立柳沢保育園 - 2009年閉園
- 一宮町立山田保育所

## 交通

### 鉄道
町内には通っていない。
- - 淡路島全域に渡り鉄道は通っていない。

### 道路
- 高速道路
  - 神戸淡路鳴門自動車道 津名一宮IC
- 都道府県道
  - 兵庫県道31号福良江井岩屋線
  - 兵庫県道88号津名一宮線
  - 兵庫県道464号尾崎津名線
  - 兵庫県道465号多賀洲本線
  - 兵庫県道466号鮎原一宮線
  - 兵庫県道468号明神安乎線

### 船舶
- 江井港
- 郡家港
- 山田港

## 名所・旧跡・観光スポット・祭事・催事
- 伊弉諾神宮
国生み神話に登場するイザナギ、イザナミの尊を祭神とした兵庫県下唯一の神宮。地元では「いっくさん」と呼ばれ、広大な敷地を有する。式内名神大社、淡路国一宮である。
- 柳澤城　 天文初年、柳澤隼人佐直孝（京都・柳原公家末裔）が、この地に居城し、その子第二代柳澤修理浦直勝及び孫・第三代柳澤越前守直盛の三代にわたってここに君臨します。 ただし天正九年秋、羽柴筑前守秀吉の淡州攻防戦のため、逆に落城し統治の城主・柳澤越前守直盛・甥の五兵衛直忠及び家臣共々、阿州木津城に退く、また城主の弟・柳澤新九郎直澄は江戸に落行きました。
- パルシェ（香りの館、香りの湯、特産館）
- 淡路文化会館
- 淡路生活科学センター
- 兵庫県立淡路香りの公園

## 出身有名人
- 笹野高史（俳優）
- 経塚幸夫（元衆議院議員）